# Väinö Siikaniemi
Väinö Siikaniemi (Finlandia, 27 de marzo de 1887-Helsinki, 24 de agosto de 1932) fue un atleta finlandés, especialista en la prueba de lanzamiento de jabalina con dos manos en la que llegó a ser subcampeón olímpico en 1912.

## Carrera deportiva
En los JJ. OO. de Estocolmo 1912 ganó la medalla de plata en el lanzamiento de jabalina con dos manos, llegando hasta los 101.13 metros, tras su compatriota Julius Saaristo y por delante de otro finlandés Urho Peltonen (bronce con 100.24 metros).